# JRA-VAN
JRA-VAN（ジェイアールエーバン）は、JRAシステムサービスが運営する競馬情報サービス。主に中央競馬に関する情報提供を行っている。日本中央競馬会（JRA）の子会社が運営を行っているため、中央競馬におけるデータ配信サービスの事実上の標準（デファクトスタンダード）となっている。

## 概要
1992年サービス開始。当初はダイヤルQ2を利用し、パソコン通信で競走馬の過去成績や出馬表などをCSVファイル形式でダウンロードできるというサービスだった（現在の「JRA-VAN Data Lab.」の前身に当たる）。
1997年にはJRA-VANの運営等をおこなう会社としてJRAの出資で「株式会社ターフ・メディア・システム」を設立。その後、データの配信形態をNifty-Serveなどの大手パソコン通信会社経由→インターネット経由に移行する一方で、2001年にはライトユーザ向けに専用ソフト方式による競馬情報サービス「JRA-VAN NEXT」をスタートさせた。
2007年には、従来JRAの勝馬投票券（馬券）の発売・集計・払戻システムなどを運営していた「株式会社日本トータリゼータ」、それら競馬システム用コンピュータ等のリースを担当していた「日本レーシングリース株式会社」とターフ・メディア・システムが合併して「JRAシステムサービス株式会社」が発足したため、JRA-VANの運営も同社に引き継がれている。

## イメージキャラクター
- 2005年 - 2014年：眞鍋かをり
- 2015年 - 2018年：藤原竜也
- 2019年 - 2021年：渡辺大知
- 2022年 - 2023年：川栄李奈
- 2024年 - ：なかやまきんに君

## サービス内容
2017年9月現在は以下の4サービスを運営している。

### JRA-VAN NEXT
専用ソフトである「JRA-VAN NEXT Browser」を使用し、出馬表や競走馬・騎手・調教師の成績、最新のオッズなどを閲覧することができるほか、iPAT経由での馬券の購入などがおこなえるサービス。過去30年間の同条件のレースを随時更新している。希望者には後述のケータイサービス/スマホアプリとの連動をすれば、ケータイサービス/スマホアプリの動画配信サービス（テキスト+動画の全情報が閲覧可能）を利用できる。またオプションとしてJRAレーシングビューアーのサービスを、会員優待で利用できる。

### JRA-VAN Data Lab.
2004年サービス開始。専用クライアント「JV-Link」経由で競馬関連の各種データをダウンロードできるサービス。NEXTとは異なり、あくまでJV-Linkは生データをダウンロードするのみの機能しか持たず、通常はJV-Linkに対応した競馬ソフトにデータを取り込んで使用する。またiPATには対応していない。
従前のサービスでは各種データが入ったLZHファイルを個別にダウンロードした上でソフト側にデータを読み込ませる必要があったのに対し、Data Lab.ではソフト内にデータのダウンロード機能を組み込めるようになったため、認証キーなどの情報を一度設定すればソフト側で「データ取得」等のボタンを押すだけで自動的にデータがソフト内に読み込まれるようになり、大きく利便性が向上している。
一方で、従来はダウンロードしたファイルを複数のPCで使いまわすことが可能だったのに対し、本サービスではデータの不正コピー対策として個々のパソコンに対し固有の利用キーを設定する方式（一契約で利用キーを2個取得できる＝2台まで利用可能）となったほか、従来必要なデータに応じ異なる価格の複数のプランがあったものを「固定価格で全データが取り放題」プランに一本化したため一部ユーザには逆に値上げとなるなど見方によってはサービスが低下している部分もある。
JV-Linkによるデータ取得インタフェースは仕様が公式サイト上で公開されており（サンプルプログラムも提供されている）、誰でも対応ソフトを開発して公開することが可能なため、多数の対応ソフトが公開されている。同種のサービスにオーイズミ・アミュージオと競馬ブックが提供する「競馬道OnLine」があるが、現在は本サービスがシェアで圧倒している。

### JRA-VAN ケータイサイト/スマホアプリ
JRA-VAN NEXTの携帯電話・スマートフォン版ともいえるサービス。スマホアプリでは、テキストのみの情報コースと、動画配信サービスの2本立てであり、上記JRA-VAN NEXT会員は、ケータイサービス/スマホ動画サービスを追加料金なしで利用できる権利が与えられている。

### その他
中央競馬ピーアール・センターが運営する「JRAレーシングビュアー」サービスの購入受付もおこなっており、その場合JRA-VAN NEXT/Data Lab.からレーシングビュアーを通じて中央競馬全レースの動画を閲覧することができる。ケータイサイトからも可能。
近年JRAもコンテンツの権利対応を強化しており、その影響で他のメディアによるテレビ番組を含めた動画制作の制限を強化しつつある。2011年に起きたテレビ中継番組の大再編や、関西テレビ『競馬beat』ケータイサイトにおける新規動画配信終了もこれに起因するものである。2010年の菊花賞以降、『競馬beat』で放送した重賞レースの動画配信はPCサイトのみとなっている。